# MMR神秘調查班
《MMR神秘調查班》（日语：マガジンミステリー調査班）是日本漫畫，作者為石垣雄規。1990年至1999年於講談社《週刊少年Magazine》上不定期連載，單行本全13卷。

## 概要
故事改編自真人真事， 主角為《週刊少年Magazine》的編輯們所組成的MMR〔Magazine Mistery Reportage〕。隊員包括紀林（隊長）、繩矢、田中、池田、都丸五人。另外，一位自稱查理的海外隊員也曾於作品出場。
起初故事為MMR成員收到各方讀者來信，從而對一些超自然現象以科學的角度作調查和解釋，但故事發展到以諾史特拉達姆斯的預言詩為主線時，他們逐漸揭發出政府和謎之組織的陰謀，模式類似科幻電視劇集X檔案。
從1996年4月開始到同年的10月，MMR被拍成真人版電視特攝片集《MMR未確認飛行物体 （页面存档备份，存于）》。在劇中，《週刊少年Magazine》被改為《超級雜誌》，主角由原創角色踝透（中山秀征）擔任。
在GTO的第27和28話中，MMR也有登場，調查在日本各地電視廣告出現的野村朋子。
在1999年MMR完結之後， 漫畫作家城不二也於2003年在同一本雜誌的第32,33期再次連載MMR漫畫，可是隊長已經變為ミウラ，而其他隊員亦變成新面孔。
MMR中的隊員紀林、繩矢、田中、池田和都丸乃根據現實中的編輯們作為參考，現在全部人都在各處活躍著。

## 主要登場人物
- 紀林

MMR隊長。出生於196x年7月22日。身高182cm，體重77kg，血型o型。視力右眼為0.2，左眼0.1。IQ達170，懂日語、英語及法語。精通於解釋超自然現象及諾史特拉達姆斯預言，不管是什麼題材，總會跟大預言扯上關係。該人物乃是以《金田一少年之事件簿》的原作天樹征丸（本名樹林伸，きばやし しん）為藍本。
- 繩矢

MMR「副隊長」。在某種情況下會被任命為臨時隊長，是唯一會質疑和反駁紀林的人。
- 田中
- 池田
- 都丸
- 希淵
- 查理
- 五十嵐總編輯

## 調查事項
| 卷数 | 日文標題 | 中文標題                                | 日文話數 | 中文話數 |
| ---- | -------- | --------------------------------------- | -------- | --- |
| 1    |          | 探討UFO「神秘幾何圖型」之謎！           |          | 由UFO傳來的訊息 調查UFO神秘幾何圖案之謎（前、後篇） 世上真有超能力!（前、後篇）                                                                 |
| 2    |          | 諾史特拉達姆斯 大預言之謎揭曉！         |          | 諾史特拉達姆斯大預言1999 人類將會滅亡？（前、後篇） 諾史特拉達姆斯大預言1999 1999年以後仍存活的人類是？（前、後篇） 讀者來信提供的-恐怖親身體驗 |
| 3    |          | 諾史特拉達姆斯大預言 1999最終戰爭的恐怖 |          | 諾史特拉達姆斯大預言1999 悲慘結局的創本（前、後篇） 諾史特拉達姆斯大預言1999 「最終戰爭」已經開始了（前、後篇）                                 |
| 4    |          | 1999人類滅亡的真相                      |          | 諾史特拉達姆斯大預言1999 小行星會和地球衝撞嗎！（前、後篇） 亞特蘭提斯的警告 世紀末人類浩劫（前、後篇） 特別篇 前世真的存在嗎！                 |
| 5    |          | 1999宇宙文明的預警 世紀末地獄會是什麼？ |          | 靈魂附體現象所警告的訊息是？（前、後篇） 1999戰慄的占星大預言來臨!（前、後篇） 特別短篇 CD裡的怨聲                                              |
| 6    |          | 1999神聖大預告 死亡的陰謀正吞噬整個地球 |          | 來自地底王國的毀滅低語（前、後篇） 1994神聖大預言 地球正朝死滅邁進!（前、後篇） 卷末特別短篇 狂熱！MMR小劇場                                    |
| 7    |          | 日本毀滅 ~世紀末的最後警鐘~             |          | 1999惡魔的全人類改造計畫是？（前、後篇） 解開怪光物體之謎！（前、後篇） 卷末特別短篇 前進吧!MMR                                                 |
| 8    |          | 人類滅亡計畫的真相是？                  |          | 看不見的惡魔 人類滅絕病原體出現!（前、後篇） 侵略而來的科技是？（前、後篇）                                                                     |
| 9    |          | 1999人類大審判的日子                    |          | 1999MMR緊急報告 惡魔的世界末日預言!（前、後篇） MMR緊急報告 人類的自我毀滅!（前、後篇） 卷末特別短篇 唷荷!笑咪咪迷死人                          |
| 10   |          | 人類審判日降臨!!?                       |          | 1999MMR緊急報告 恐怖細菌大反撲!（前、後篇） 1999MMR緊急報告 人類審判日降臨!!?（前、後篇） 卷末特別短篇 突襲!嘿咻嘿咻                            |
| 11   |          | 追蹤海底遺跡之謎！                      |          | MMR緊急報告 邁向1999年的倒數計時（前、後篇） MMR緊急報告 追蹤海底遺跡之謎！（前、後篇）                                                         |
| 12   |          | 1999年七月                              |          | MMR緊急報告 復活島之謎大追蹤! MMR緊急報告 1999第5的選擇 MMR緊急報告 第101個預言                                                                 |
| 13   |          | The Last Research                       |          | Count.10 發覺 Count.9 片鱗 Count.8 苦惱 Count.7 解明 Count.6 方法 Count.5 確信 Count.4 命運 Count.3 疑惑 Count.2 決斷 Count.1 絕望 Count.0 無限 |

- MMR新的挑戰 甦醒吧諾史特拉達姆斯 暗黑新預言!!（前、後篇）《週刊少年雜誌》95年3,4,5期，並沒收錄於單行本。[2]

## 出版書籍
MMR神秘調查班
| 卷數 | 講談社         | 講談社                 | 東立出版社     | 東立出版社         |
| 卷數 | 發售日期       | ISBN                   | 發售日期       | ISBN               |
| ---- | -------------- | ---------------------- | -------------- | ------------------ |
| 1    | 1991年7月15日  | ISBN 978-4-06-311693-9 | 1994年10月5日  | ISBN 957-34-1898-3 |
| 2    | 1992年4月14日  | ISBN 978-4-06-311778-3 | 1994年10月5日  | ISBN 957-34-1899-1 |
| 3    | 1992年12月11日 | ISBN 978-4-06-311856-8 | 1994年11月15日 | ISBN 957-34-1900-9 |
| 4    | 1993年10月14日 | ISBN 978-4-06-311950-3 | 1995年1月5日   | ISBN 957-34-1901-7 |
| 5    | 1994年5月11日  | ISBN 978-4-06-312020-2 | 1995年4月20日  | ISBN 957-34-1902-5 |
| 6    | 1994年12月12日 | ISBN 978-4-06-312085-1 | 1995年7月5日   | ISBN 957-34-1903-3 |
| 7    | 1995年10月11日 | ISBN 978-4-06-312189-6 | 1997年2月15日  | ISBN 957-34-3833-X |
| 8    | 1996年8月9日   | ISBN 978-4-06-312306-7 | 1997年4月25日  | ISBN 957-34-4838-6 |
| 9    | 1997年5月14日  | ISBN 978-4-06-312408-8 | 1998年11月5日  | ISBN 957-34-4839-4 |
| 10   | 1998年3月13日  | ISBN 978-4-06-312522-1 | 1999年3月5日   | ISBN 957-34-7705-X |
| 11   | 1998年9月14日  | ISBN 978-4-06-312593-1 | 1999年4月25日  | ISBN 957-34-7706-8 |
| 12   | 1999年7月14日  | ISBN 978-4-06-312712-6 | 2000年1月5日   | ISBN 957-34-8883-3 |
| 13   | 1999年10月13日 | ISBN 978-4-06-312748-5 | 2000年5月25日  | ISBN 957-34-8884-1 |

新世紀啟示錄 MMR Resurrection【神秘調查班】（新世紀黙示録 MMR Resurrection）
| 卷數 | 講談社        | 講談社                 | 東立出版社     | 東立出版社             |
| 卷數 | 發售日期      | ISBN                   | 發售日期       | ISBN                   |
| ---- | ------------- | ---------------------- | -------------- | ---------------------- |
| 全   | 2014年4月17日 | ISBN 978-4-06-395059-5 | 2019年12月16日 | ISBN 978-957-26-3429-5 |

新生MMR迫りくる人類滅亡3大危機！！
- 2016年3月17日發售、ISBN 978-4-06-395625-2

## 外部連結
- （日語）